# Hycklinge
Hycklinge är en småort i Kinda kommun och kyrkby i Hycklinge socken, Östergötlands län. Hycklinge ligger vid södra delen av sjön Åsunden. Under början av 1900-talet så var Hycklinge en viktig plats i Kinda kanal då det låg ett sågverk i byn. 
I orten ligger Hycklinge kyrka

## Befolkningsutveckling
| Befolkningsutvecklingen i Hycklinge 1960–2015 | Befolkningsutvecklingen i Hycklinge 1960–2015 | Befolkningsutvecklingen i Hycklinge 1960–2015 | Befolkningsutvecklingen i Hycklinge 1960–2015 | Befolkningsutvecklingen i Hycklinge 1960–2015 |
| --------------------------------------------- | --------------------------------------------- | --------------------------------------------- | --------------------------------------------- | --------------------------------------------- |
|                                               |                                               |                                               |                                               |                                               |
| År                                            |                                               |                                               | Folkmängd                                     | Areal (ha)                                    |
| 1960                                          | 1960                                          |                                               | 208                                           |                                               |
| 1990                                          | 1990                                          |                                               | 131                                           | 31#                                           |
| 1995                                          | 1995                                          |                                               | 148                                           | 31#                                           |
| 2000                                          | 2000                                          |                                               | 138                                           | 31#                                           |
| 2005                                          | 2005                                          |                                               | 135                                           | 31#                                           |
| 2010                                          | 2010                                          |                                               | 123                                           | 32#                                           |
| 2015                                          | 2015                                          |                                               | 122                                           | 37#                                           |
| Anm.: Upphörde som tätort 1965. # Som småort. |                                               |                                               |                                               |                                               |